# Manuel Tomás Vieira
Manuel Tomás Vieira (Araucária, 5 de agosto de 1861 — Canoinhas, 3 de junho de 1927) foi um político brasileiro.
Nasceu em 1859, em Barigui de Cima, em Araucária/PR.
Nomeado Juiz de Paz (1908) no distrito de Curitibanos/SC. 
Como militar obteve as patentes de Capitão, Major e Coronel do Exército.
Foi comerciante, fazendeiro e ervateiro. Administrava uma grande área de terras que pertencia ao Estado e ficava na localidade onde hoje está a cidade que leva seu nome (Major Vieira/SC). Na época essa área era chamada de Campina dos Santos e, antes de se tornar município, chamava-se Colônia Vieira.
Era compadre, afiliado político e principal cabo eleitoral do Coronel Francisco Ferreira de Albuquerque, Superintendente (atual cargo de Prefeito) de Curitibanos, de 1907-1913. Relações que influenciaram na emancipação do distrito de Santa Cruz de Canoinhas (hoje Canoinhas/SC), na época pertencia a Curitibanos. 
Manoel foi o fundador e organizador de Santa Cruz de Canoinhas (1911), e seu primeiro Superintendente (Prefeito), de 6 de dezembro de 1911 a 25 de julho de 1918. Tornou-se Comandante da Guarda Nacional local e desempenhou importante papel na delimitação do território do município. 
Em sua administração, eclodiu na região de Canoinhas a Guerra do Contestado (1912-1916), gerada por diversos fatores (sociais, políticos, econômicos e messiânicos). Canoinhas foi envolvida no conflito, principalmente em 1914 e 1915, quando várias vezes a vila e povoados do interior foram atacados pelos revoltosos, tendo recebido mais de 2.000 soldados na disputa do território entre Paraná e Santa Catarina. 
A população, líderes e pessoas influentes reagiram aos ataques em luta armada e o Prefeito Manoel contava com pequeno grupo do Regimento de Segurança de Santa Catarina, uma unidade de soldados do 16º Batalhão de Infantaria do Exército e grande número de civis para resistir à investida. 
Foi coproprietário da tipografia Viera & Terrens, em 1918, Presidente do Clube União Recreativa de Canoinhas (1915) e doou patrimônio particular, oito lotes urbanos, para a construção da Igreja Matriz Cristo Rei, no Centro da cidade. 
Eleito Deputado Estadual ao Congresso Representativo de Santa Catarina (Assembleia Legislativa), com 2.127 votos, tomou posse à 10ª Legislatura (1916-1918). Para mesma legislatura foi eleito seu compadre, Francisco Ferreira de Albuquerque.
Em Canoinhas foi eleito Suplente de Vereador (1919) e Vice-Presidente do Conselho Municipal (1924-1926). 

Faleceu em 3 de junho de 1927, em Canoinhas/SC.